# 계산성당
천주교 대구대교구 계산주교좌대성당, 통칭 계산성당(桂山聖堂)은 대구광역시 중구 계산오거리에 위치한 천주교 대구대교구교구장 대주교의 주교좌 성당이다. 본당의 주보 성인은 루르드의 성모 마리아이다. 1911년에 대구대목구가 설정되었을 때 주교좌 성당으로 결정되었다. 현재 교적상 신자수는 12,000여명이면, 대구대교구 범어대성당 같이 주교좌 성당이다.

## 본당신설
1885년 12월 제7대 조선대목구장 마리장귀스타브 블랑(한국식 이름:백규삼) 주교가 대구본당을 신설하고, 초대본당 주임으로 프랑스의 아킬레 바오로 로베르(한국식 이름:김보록) 신부를 임명하였다. 로베르 신부는 읍내에서 멀리 떨어져있는 신나무골에서 3년간 은신하여 전교하였다.
1886년 조불 수호 통상 조약 후에 신앙의 자유가 넓게 허용되었다. 그래서 1888년 겨울, 로베르 신부는 대구 읍내의 교회 진출을 위해, 신나무골에서 대구와 가까운 죽전 새방골(대구시 서구 상리동)로 옮겨 3년간 은신하여 전교하였다. 낮에는 바깥 출입을 삼가고 밤이면 상복으로 변장하고 신자들을 방문하여 성사를 주었다.
1891년 새방골에서 읍내로 들어와서 성밖 대야불 정규옥 승지댁에서 7년 동안 전교하면서 영구적인 본당을 설치할 부지를 물색하던 중 1897년 3월 김보록 신부는 현재의 계산동 성당 자리와 그 서편에 있는 동산 두 곳을 물색하였다.
김보록 신부는 동산 전부를 150냥에 매입하려고 결정하였으나, 신자들 특히 노인층 신자들은 현 계산성당 자리가 좋다고 하였다. 그들은 구릉 지대이며, 허허벌판 지대에(당시 황무지) 성당 자리를 잡는 것은 부당하다는 것이었다.
전국 어느 곳을 막론하고 성당의 위치는 대개 높은 지대에 있어 마을이나 전 시가를 내려다보게 되는데, 대구에서는 시내에서도 제일 저지대인 평지에 위치하게 되었다. 

## 십자형 성당

### 십자형 성당의 건립
계산동에 정착한 김보록 신부는 신자들이 성전 건축과 신부의 새 사제관(사랑채)을 짓기 위해서 한결같이 보여준 열성으로 3년 만인 1899년 이른 봄 한식(韓式)으로 지은 십자형 기와집 성당과 신부 사랑채와 신자 교육관으로 사용될 해성재(海星齋) 건물 등을 건축했다. 사제관인 신부 사랑채는 2층으로 지었으며, 채색을 잘하는 스님 5명을 고용하여 성당과 사제관을 화려하게 단청(丹靑)하였다.
서울에 세워진 약현(중림동)성당, 종현(명동 1898)성당, 인천 답동(1896)성당 등은 모두 서양식 건물인데 반해 우리나라에서 네 번째로 세워진 대구 성당은 순수한 한식으로 동양 건축이었다.
1899년 12월 25일 루르드의 성모께 헌당식과 축성식을 성대히 거행하고, 성모성당이라 하였다.

### 십자형 성당의 화재
십자형 성당이 만들어진 후 불과 40일 만에 1900년 2월 4일 밤 8시경에 원인 모를 불이 나서 십자형 성당을 모두 태워 버렸다.
그때의 화제 상황을 파리외방전교회에 보고했던 김보록 신부의 서한은 다음과 같았다.
한국 건축 양식의 걸작으로 그토록 많은 노력과 정성을 들였던 아름다운 노틀담(성모 마리아)의 루르드 성당이 하룻밤 사이에 잿더미화하였다.
지난 2월 4일, 5일 밤 사이 나는 이상한 소리에 놀라 잠이 깨었다. 즉시 일어나서 문을 열어 보니까 한국식 십자형 성당이 온통 불길에 휩싸여 있었다. 얼른 뛰어가 성당 옆문을 박차고 성가대석으로 뛰어 들어가려 했지만, 발을 들여놓자 불길이 번져 황급히 물러나 마당 밖으로 나와 쓰러졌다. 얼굴은 반쯤 화상을 입은 채 몸을 일으켜 종이 있는 곳으로 달려가 위급함을 알렸다. 잠시 후 신자들과 지역 주민들이 사방에서 모여들었고 조선 군대와 일본 군대도 달려왔다. 그렇지만 너무 늦었다.
건물 내부가 온통 화염에 휩싸여 창문과 출입문 등으로 불길이 솟아 나오고 있었다. 가까이 간다는 것이 불가능하였다. 근처에 있는 집은 보호하자면 이미 불이 붙은 성전은 포기 할 수밖에 없었다. 불길이 서쪽으로 14m 떨어져 있는 해성재를 위협하고 있었다.
그래서 나는 성수가 가득 담긴 병과 루르드의 물병을 들고 나와 불 속에 던졌다.그러자 놀랍게도 화염이 건물 안으로 몰려들더니, 이웃 초가집들은 손상을 입히지 않고 사그러들었다.
화재는 지진 때문에 발생한 것 같다. 지난 2월 4일 오후 8시에 대구에서는 매우 강력한 지진의 진동을 느낄 수 있었다. 그때 제대 위에 세워 둔 촛대가 지진의 진동으로 넘어져 제대 보와 양탄자 등에 불이 옮겨 붙은 것이다.
25년전 교난에 휩싸인 조선에 들어왔을 때 나에게는 작지만 아담한 성당이라도 있었다. 그러나 지금 나에게는 제의도 일상복도 생활 필수품도 없으며, 고해를 듣기 위한 영대와 중백의 조차도 없다.
1천명이 넘는 신자들이 주일날 미사에 참석하는 데 바람막이조차 없었다. 성모 마리아께서 두 번째 성당을 짓기 위한 건립 기금을 마련해 주실 때까지 가 건물이라도 세워야겠다. 한국식 십자형 성당은 이미 너무 협소해서 더 크게 석재로 지을 것이다. 신자들의 기도와 성모 마리아께 대한 믿음에 자비를 구하면서 나는 다시 성전건립 기금을 모금하는 사제가 되어야겠다.

## 고딕 성당

### 성당의 재건

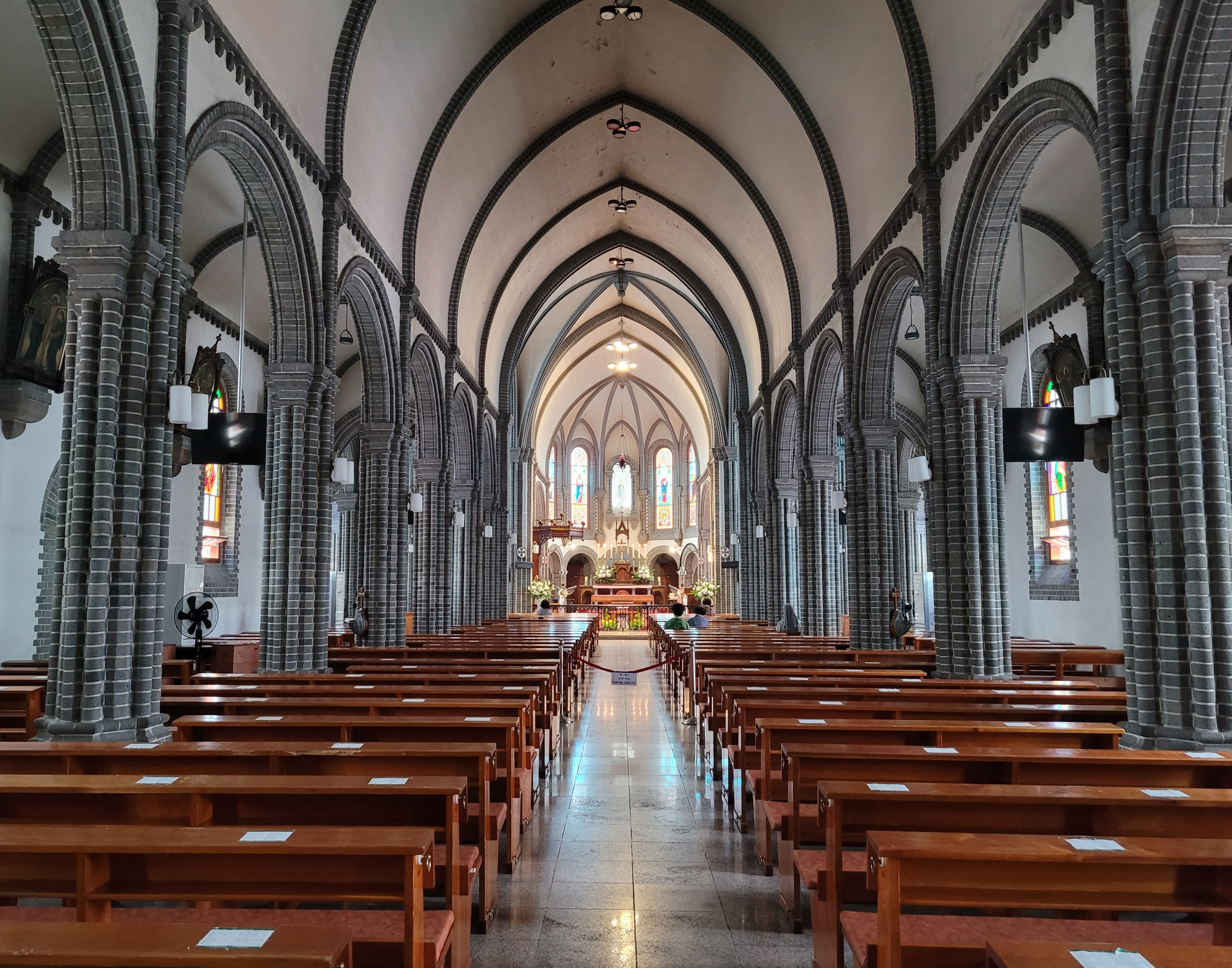
계산성당 내부 모습

본당 설립 후 14년 만에 어렵게 건립된 십자형 성당이 이렇게 화재로 소실되자 모든 신자들은 큰 충격을 받고 허탈감에 빠졌다.
그러나 김보록 신부만은 별로 실망하지 않고 오히려 더 큰 은혜를 주시고자 하는 하느님의 뜻으로 받아들이고 화재가 발생 한지 1주일이 지난 1900년 2월 10일자로 새로운 성전을 다시 건축하기 위한 호소문을 발표했다.
천주께서 하시는 일은 놀랍고 두렵고 거룩하신데, 이는 우리의 신덕을 시험하시고 더 큰 은혜를 주시고자 하심인 줄로 받아 들이고, 다시 성당을 더욱 잘 짓기로 한 마음으로 협력합시다.

김보록 신부는 교회 중진의 협력으로 벽돌로 내화구조와 성당 재건계획을 세우고 손수 설계하여 현재의 계산동 성당은 1901년에 착공했다. 당시 우리나라에는 양옥 축조의 경험자가 없었으므로 중국(청)에서 벽돌공과 미장이, 목수를 데려 와서 일을 시켰다.
12사도의 스테인드 글라스와 함석류, 창호철물 등 국내에서 구할 수 없는 각종 자재는 프랑스에서 주문하여, 착공한지 1년만인 1902년 5월에 양식성당을 준공하였다. 1903년 11월 1일, (모든 성인의 날) 대축일에 뮈텔 주교의 집전으로 성대한 축성식이 거행되었다. 이 성당은 국내에서도 찾기 힘든 정면 쌍탑의 고딕성당이다.
구조와 세부상세는 오히려 로마네스 크양식에 가깝다고 하겠으나 평면 구성은 전형적인 고딕양식이다. 평면은 라틴 십자형 3랑식 열주의 아케이드(Aceade)를 이루고 천정에 의해 네이브(Nave)와 아일 (Aisle)의 구획이 뚜렷이 되어 있다. 주현관은 서쪽 정면의 나르텍스(narthex)의 좌우 아일부에 2개의 동일한 종탑이 차지하고 있다.
전체 성당은 화강석 기초 위에 붉은 벽돌과 회색 벽돌을 쌓았는데, 회색 이형벽돌의 사용은 버트레 스(Buttress)와 정면 출입구 및 창둘레, 그리고 내부 열주와 천정 리브에 집중하여 구조체와 장식을 겸하도록 하고 있다. 특히 정면 중앙에 있는 박공부분의 큰 장미창과 좌우 익랑 박공부문의 창미창은 이 건물을 한층 화려하고 또한 엄숙하게 하고 있다.
그때 2개의 종탑에 달 종도 축성되는 예식이 있었다. 두 개의 종은 서상돈 아우구스띠노와 정규 옥의 부인 김젤마나가 기증했으므로 종의 명칭도 이름을 따서 아우구스띠노와 젤마나로 명명되었다. 이렇게 해서 영남 지방에서는 최초의 웅장한 고딕식 건물의 성전이 세워졌다.

### 주교좌(계산동)성당 증축
1911년 6월 11일 대구대목구 설정으로 주교좌 본당이 된 대구 대성당(계산동)은 그 동안 신자수가 급격히 늘어나서 주일과 교구의 모든 전례 행사때마다 큰 불편을 겪었다.
그리하여 1911년 7월 2일 초대 대목구장 드망즈 주교가 본당의 루르드 성모상 앞에서 대목구를 봉헌하는 허원식을 거행할 때도 신학교, 수녀원, 주교관 설립과 함께 이대 성당의 증축을 소원했던 것이다.
그리하여 김종학 베드로와 한윤화 야고보가 총 경비 2만여원의 거액을 자진 분담하여, 종각 지붕을 배로 높이고, 성당 뒤편을 물려서 남북으로 남개를 달아 증축 공사를 시작하여, 1918년 12월 24일 준공하였으며, 새 성전의 축성식(헌당식)이 1919년 5월
11일 성대히 거행되었다.

### 대보수 공사
1991년 6월 21일 성당 건립 이후 처음으로 대보수 공사가 착공되었으며, 1992년 8월 14일에 완료하였다. 이어 다음날인 1992년 8월 15일 성모 승천 대축일에 준공 기념 미사가 있었다. 이 공사를 통하여 지붕은 함석을 해체하고 동판으로, 바닥은 목재 대신 대리석으로, 그리고 창호, 스테인드글라스, 전기 공사가 이루어졌다.

## 교황 방문
1984년 5월 5일, 교황 요한 바오로 2세는 계산성당을 방문하였다.

## 문화재 지정
본당이 처음 건축된 것은 1899년으로, 이 당시에는 한옥 양식으로 되어 있었으나, 지진에 의해 이 성당은 1901년 전소되고 그 위치에 현재의 서양식 성당을 세워, 1902년 12월 3일 첫 미사를 드렸다. 현재의 서양식 성당 또한 경상도 전역을 통틀어 가장 오래된 것이다. 이 점이 인정되어 1981년 9월 25일 대한민국의 사적 제290호로 지정되었다.

## 역대 주임신부
1. 아킬레 파울 로베르(프랑스어: Achille Paul Robert, 한국명 김보록(金保祿)) : 1886.6.6 - 1919.8.22
2. 조셉 베르모렐(프랑스어: Joseph Vermorel, 한국명 장약슬(張若瑟)) : 1919.8.22 - 1931.1.3
3. R. 페션(프랑스어: R. Peschel, 한국명 백학로(白鶴老)) : 1931.1.3 - 1932.8.31
4. M. 줄리앙(프랑스어: Marius Julien, 한국명 권(權)) : 1932.8.31 - 1939.4.30
5. 로베르 리샤르(프랑스어: Robert Richard) : 1939.4.30 - 1940.7.20
6. 김현배(바르톨로메오) : 1940.7.20 - 1942.1.20
7. 김상후(바울로) : 1942.1.20 - 1942.5.15
8. 서정도(벨라도) : 1942.6.1 - 1944.11.16
9. 박재수(요한) : 1944.11.16 - 1948.8.18
10. 서정길(요한) : 1948.8.18 - 1954.6.18
11. 이철희(바울로) : 1954.6.18 - 1955.5.12
12. 최재선(요한) : 1955.5.12 - 1957.3.7
13. 박상태(루도비꼬) : 1957.3.19 - 1971.11.1
14. 김영환(베네딕도) : 1971.11.1 - 1975.2.1
15. 최병선(요한) : 1975.2.1 - 1977.7.8
16. 이문희(바울로) : 1977.7.8
17. 이성우(아킬레오) : 1977.7.8 - 1978.6.19
18. 이홍근(바울로) : 1978.7.5 - 1981.12.24
19. 김경환(토마스) : 1981.12.24 - 1987.1.31
20. 김경식(보니파시오) : 1987.1.31 - 1991.4.10
21. 김부기(가브리엘) : 1991.4.10 - 1992.3.18
22. 최시동(요한) : 1992.3.18 - 1994.4.13
23. 이종흥(그리산도) 몬시뇰 : 1994.4.13 - 1996.8.30
24. 박병원(필립보) : 1996.8.30 - 2001.9.7
25. 손상오(루카) : 2001.9.7- 2005.1.28
26. 이재명(바울로) : 2005.1.28 - 2006.2.28
27. 이재수(시몬) : 2006.2.28 - 2010.8.27
28. 이상국(크리솔로고) : 2010.8.27 - 2015.1.29
29. 조현권(스테파노) : 2015.1.30 - 2017.10.19
30. 김흥수 (실바노) : 2017.10.20 - 2023.1.5
31. 이기수 (비오) : 2023.1.6 - 2025.1.16
32. 백명흠(바오로) :  2025.1.17 - 현재

### 역대 부주임신부
1. 서영민(알렉산델) : 2012.8.24 - 2013.2.1
2. 박원빈(가롤로) : 2013.2.1 - 2015.1.29
3. 마석진(프란치스코) : 2015.1.29 - 2016.1.29
4. 구기석(안드레아) : 2016.1.29 - 2018.1.26
5. 김정희(바오로)  : 2018.1.26 - 2019.1.25
6. 이기혁(도미니꼬) : 2019.1.25 - 2020. 1.17

## 미사 시간
| 요일   | 미사시간                                                                   |
| ------ | -------------------------------------------------------------------------- |
| 토요일 | 오후 4:00, 7:30                                                            |
| 주일   | 오전 6:30, 8:00, 9:30, 11:00, 오후 4:00, 5:30, 8:00, 9:30                  |
| 평일   | 오전 월-토 6:30 월 11:00(1~4째 주)-후원회 미사 화-금 11:30 오후 화-금 7:30 |

- 1째 주 화요일 11:30 - 복음화 미사, 2째 주 화요일 11:30 - 교정사목 미사

## 참고 자료
- 대구 계산동성당 - 국가유산청 국가유산포털